# Sinaia
Sinaia és un municipi de Romania, a la província de Prahova.
Sinaia té una població fixa de 16.200 habitants. La població flotant, però, és molt superior, i pot arribar al 100.000 o 120.000 visitants, ja que constitueix un objectiu turístic molt important, tant a l'estiu –gràcies a les nombroses estacions balneàries i a les possibilitats d'alpinisme, caminades i excursions a les muntanyes Bucegi, Piatra Arsa i Caraiman, al colze dels Carpats– com a l'hivern, amb les seves catorze pistes d'esquí.
A més, és una de les localitats de muntanya més pintoresques de Romania, que combina la bellesa del paisatge amb importants mostres d'arquitectura medieval i renaixentista. La vila pren el nom del monestir de Sinaia, anomenat així en al·lusió al mont Sinaí, i al voltant del qual es va desenvolupar el burg. El rei Carles I de Romania hi va construir la seva residència d'estiu, el Castell de Peleș, molt a prop de la vila.
Sinaia és a 124 km al nord de Bucarest, uns 60 km al nord-oest de Ploieşti i a uns 50 km al sud de Brașov, a la confluència de les tres grans regions històriques de Romania: Moldàvia, Muntènia (Valàquia) i Ardeal (Transsilvània), en una zona muntanyosa a la vall del riu Prahova. L'altitud varia entre els 767 i els 860 m.

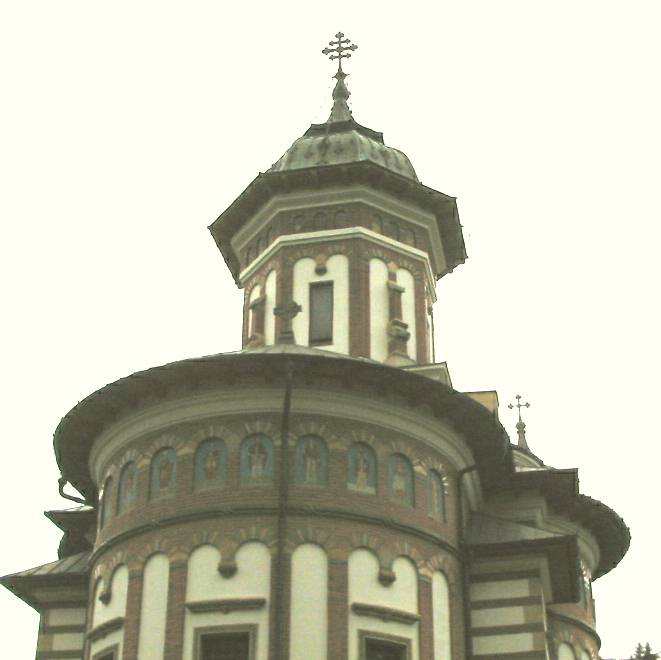
Monestir de Sinaia

Les atraccions turístiques principals són, a part de les ja esmentades, el castell de Pelişor, el Casino, l'estació de ferrocarril i els espadats de Franz Joseph i Sfânta Ana. El municipi fou també la residència estival del gran compositor romanès George Enescu, que s'estava a la vil·la Luminiş. Darrerament, i per tal d'incrementar el turisme estranger, la ciutat i els entorns han estat associats, de manera abusiva, i gràcies a llur atmosfera antiga i boscosa, a la figura mítica del príncep de Valàquia Vlad Ţepeş, en el que alguns volen veure l'origen de la llegenda moderna del comte Dràcula.